# حرمسرا (فیلم ۱۹۹۸)
حرمسرا 
(به تلوگویی: Anthahpuram) و کاخ (به انگلیسی: Palace) فیلمی هندی محصول سال ۱۹۹۸ و به کارگردانی کریشنا وامسی است. در این فیلم بازیگرانی همچون سونداریا، پراکاش راج، پی.سای کومار، جاگاپاتی ببو، شارادا و تلنگانا شکونتلا ایفای نقش کرده‌اند.
این فیلم الهام گرفته از فیلم آمریکایی بدون دخترم هرگز است.